# 234
Правління імператора Александра Севера у Римській імперії. У Китаї триває період трьох держав, найбільшою державою на території Індії є Кушанська імперія, у Персії править династія Сассанідів.
На території лісостепової України Черняхівська культура. У Північному Причорномор'ї готи й сармати.

## Події
- У Швабії Александр Север пропонує відкупитися від германців і цим втрачає повагу легіонів.
- Чжуге Лян розпочинає свій останній похід на північ.

## Народились
- Порфирій — давньогрецький філософ.

## Померли
- Вей Янь